# Calamus gogolensis
Calamus gogolensis är en enhjärtbladig växtart som beskrevs av Odoardo Beccari. Calamus gogolensis ingår i släktet Calamus och familjen Arecaceae. Inga underarter finns listade i Catalogue of Life.